# Arkadiusz Bąk
Arkadiusz Bąk (Cracovia, Polonia, 6 de octubre de 1974) es un exfutbolista internacional polaco, que se desempeñó como mediocampista y que militó en diversos clubes de Polonia e Inglaterra.

## Clubes
| Club              | País       | Año         |
| ----------------- | ---------- | ----------- |
| Olimpia Poznań    | Polonia    | 1993 - 1995 |
| Lechia Gdańsk     | Polonia    | 1995        |
| Amica Wronki      | Polonia    | 1996        |
| Ruch Chorzów      | Polonia    | 1996        |
| Polonia Varsovia  | Polonia    | 1997 - 2001 |
| Birmingham City   | Inglaterra | 2001        |
| Widzew Łódź       | Polonia    | 2002        |
| Polonia Varsovia  | Polonia    | 2002        |
| Amica Wronki      | Polonia    | 2003 - 2006 |
| Lech Poznań       | Polonia    | 2006 - 2007 |
| Flota Świnoujście | Polonia    | 2008        |

## Selección nacional
Ha sido internacional con la selección de fútbol de Polonia, donde jugó en 13 ocasiones y no anotó goles en el seleccionado polaco adulto. Asimismo, Arkadiusz Bąk participó junto a su selección en una Copa del Mundo y fue en la edición de Corea del Sur y Japón 2002, cuando su selección quedó eliminada en la primera fase, siendo último en su grupo (que compartió con Corea del Sur, Estados Unidos y Portugal).